# Чезати, Винченцо де
Барон Винченцо де Чезати (итал. Vincenzo de Cesati; 1806, Милан, Италия — 1883, Неаполь, Италия) — итальянский ботаник.
Образование получил в Вене, изучал право и естественную историю.
Профессор ботаники и директор ботанического сада в Неаполе (1868—1883). На настоящее время большая часть растений из его коллекции находится в Ботаническом институте в Риме.
В 1868 году в соавторстве с Джованни Пассерини и Джузеппе Джибелли Чезати начал издавать «Флору Италии» (Compendio della flora italiana), грандиозный труд, оставшийся незавершённым. До 1886 года было издано 35 томов, рукописи неизданных частей ныне хранятся в Амстердаме.

## В честь де Чезати названы
Род растений Cesatia Endl. семейства Зонтичные.
Виды:
- Asplenium cesatianum Baker
- Dryopteris cesatiana C.Chr.
- Grammica cesatiana (Bertol.) Chrtek
- Nonea cesatiana (Fenzl & Friedr.) Greuter & Burdet
- Olmediella cesatiana Baill.
- Paraskevia cesatiana (Fenzl & Friedr.) W.Sauer & G.Sauer
- Polypodium cesatianum Baker
- Pulmonaria cesatiana (Fenzl & Friedr.) Selvi, Bigazzi, Hilger & Papini
- Ranunculus cesatianus Caldesi
- Ranunculus ×cesatii Brügger
- Tectaria cesatiana Copel.
- Thelypteris cesatiana (C.Chr.) C.F.Reed

## Основные научные труды
- Stirpes italicae rariores vel novae. (с 24 таблицами, совместно с Дж.Пассерини и Дж.Джибелли)
- Stirpes Italicae: iconografia universale delle piante italiane. Милан, Pirola, 1840.
- Compendio della flora italiana. Милан, Vallardi, 1868—1886.
- Saggio di una bibliografia algologica italiana. Accademia reale delle Scienze, Naples, 1882.